# Kościół św. Mikołaja BM w Tarczynie
Kościół świętego Mikołaja w Tarczynie – rzymskokatolicki kościół parafialny znajdujący się w mieście Tarczyn, w województwie mazowieckim. Należy do dekanatu tarczyńskiego archidiecezji warszawskiej.

## Historia i architektura

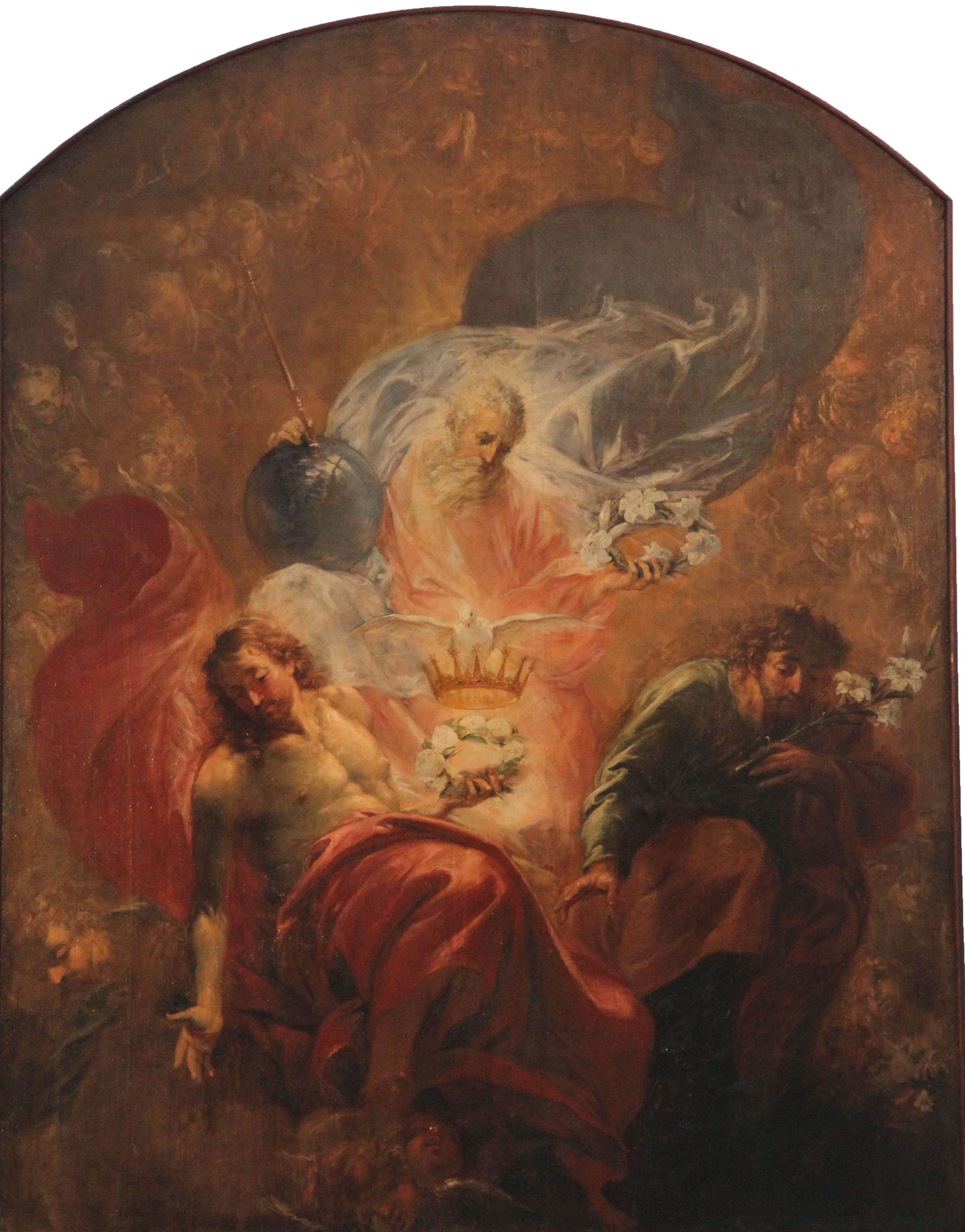
Obraz Michaela Leopolda Willmanna (1630–1706), zwany śląskim Rembrandtem – Trójca Święta i św. Józef

Gotycka świątynia, która jest najcenniejszym zabytkiem miasta, została wzniesiona na początku XVI wieku. Kościół został wybudowany na miejscu poprzedniej niewielkiej budowli ufundowanej zapewne w XII wieku. Obecna świątynia została poddana gruntownej przebudowie, przedłużona i zbarokizowana w latach: 1623–1630 dzięki staraniom Gabriela Prowancjusza Władysławskiego, sekretarza królewskiego i jednocześnie proboszcza warszawskiego i tarczyńskiego. Chociaż budowla została przebudowana w XVII wieku, bryła kościoła do dziś posiada wiele cech gotyckich. Świątynia miała 2 kaplice: św. Anny z 1511 roku – ufundowaną przez Jana i Mariana Mokronowskich oraz św. Stanisława ufundowaną przez księdza Abrahama Chełkowskiego. W czasie pożaru Tarczyna w 1704 roku budowla została zniszczona. Została odbudowana w 1714 roku, jednak w późniejszych latach świątynia była kilkakrotnie przebudowywana. W 1823 roku został skasowany skarbiec za zakrystią. W czasie urzędowania księdza W. Dobrowolskiego została rozebrana kaplica św. Stanisława, a kaplica św. Anny została przeznaczona na kruchtę. Przed 1918 rokiem przebudowana została zakrystia, a budowla została wymalowana. W 2012 roku część tynków została wymieniona i odnowiono świątynię a także wykonano rekonstrukcję i remont polichromii.

## Galeria

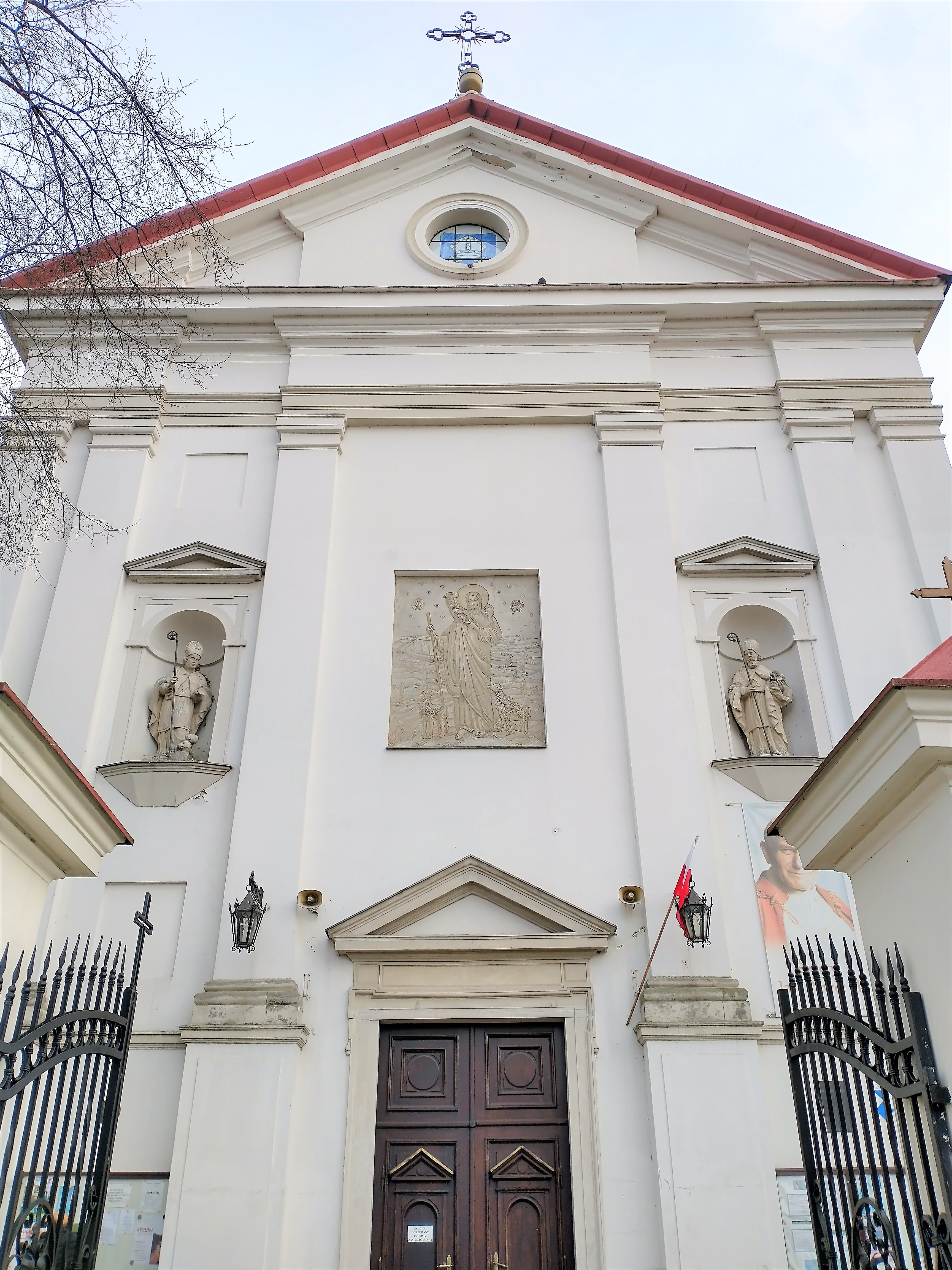
Elewacja główna
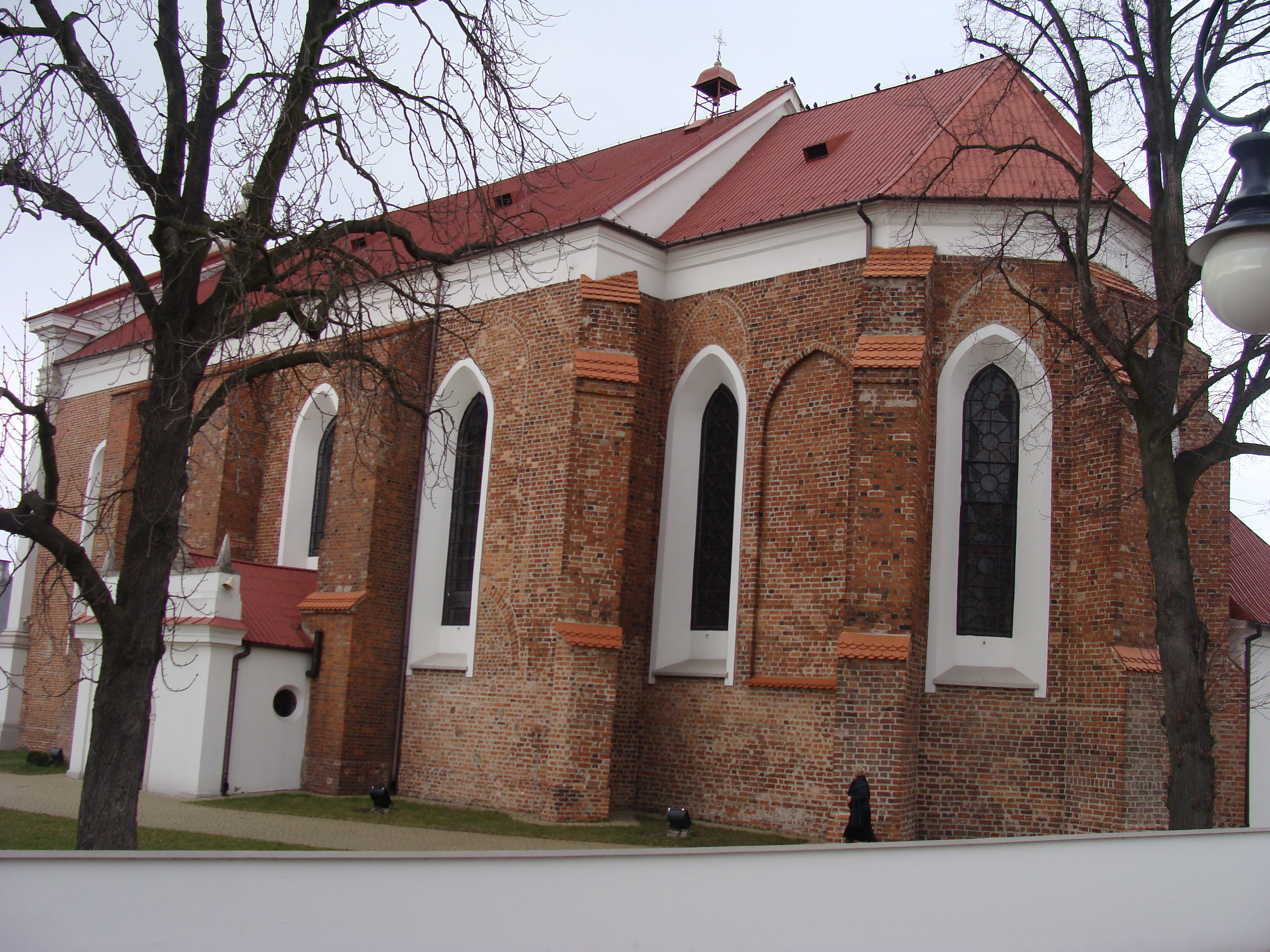
Widok od prezbiterium
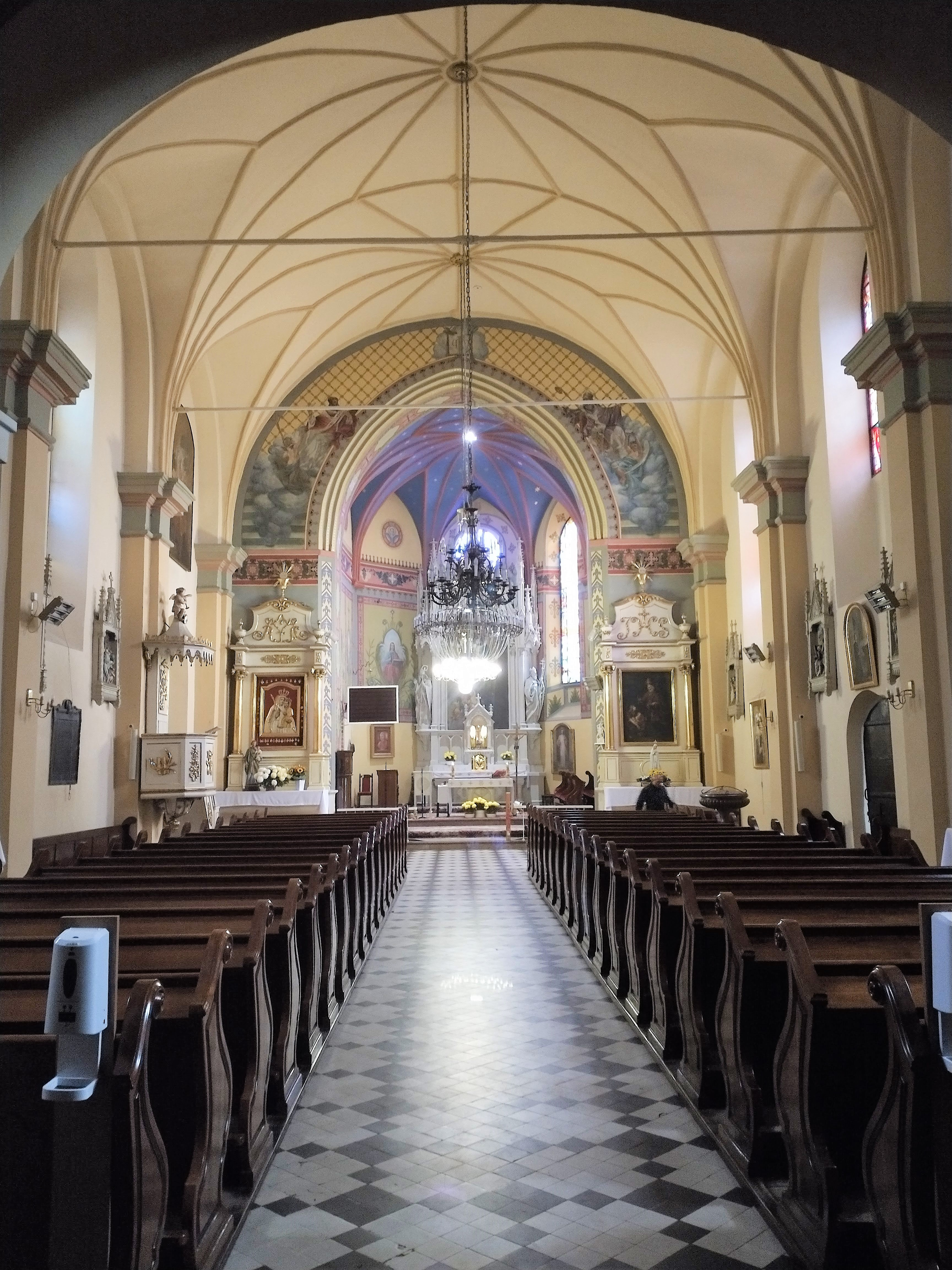
Wnętrze
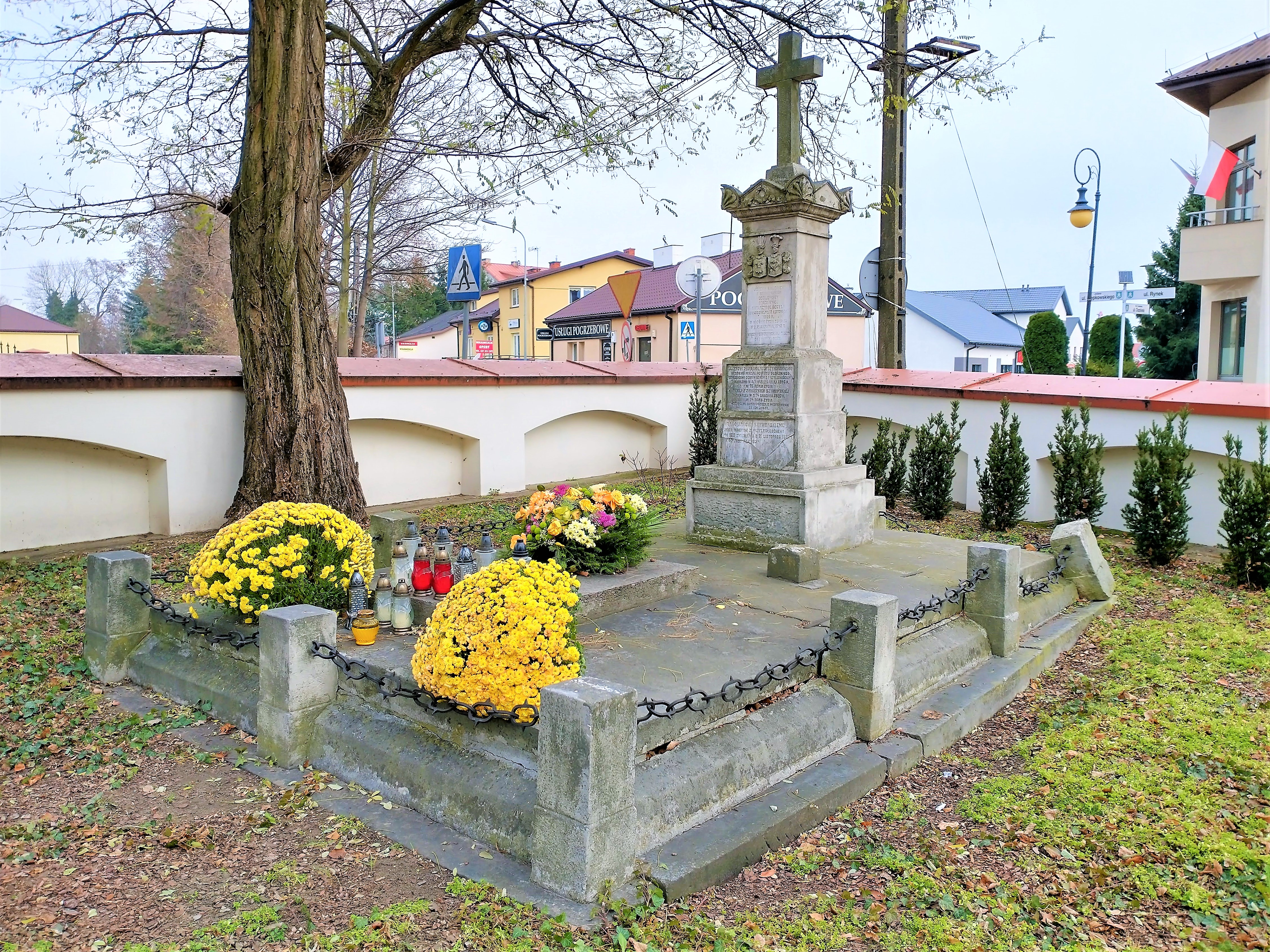
Jeden z grobowców

## Linki zewnętrtzne
- Kościół św. Mikołaja. polska-org.pl